# Phönizischer Wacholder
Der Phönizische Wacholder (Juniperus phoenicea), auch Rotfrüchtiger Wacholder oder (Phönizischer, Rotfrüchtiger) Sadebaum genannt, ist eine Pflanzenart aus der Familie der Zypressengewächse (Cupressaceae). Sie ist im Mittelmeerraum heimisch. Er ist das Natursymbol der kanarischen Insel El Hierro.

## Beschreibung

### Habitus

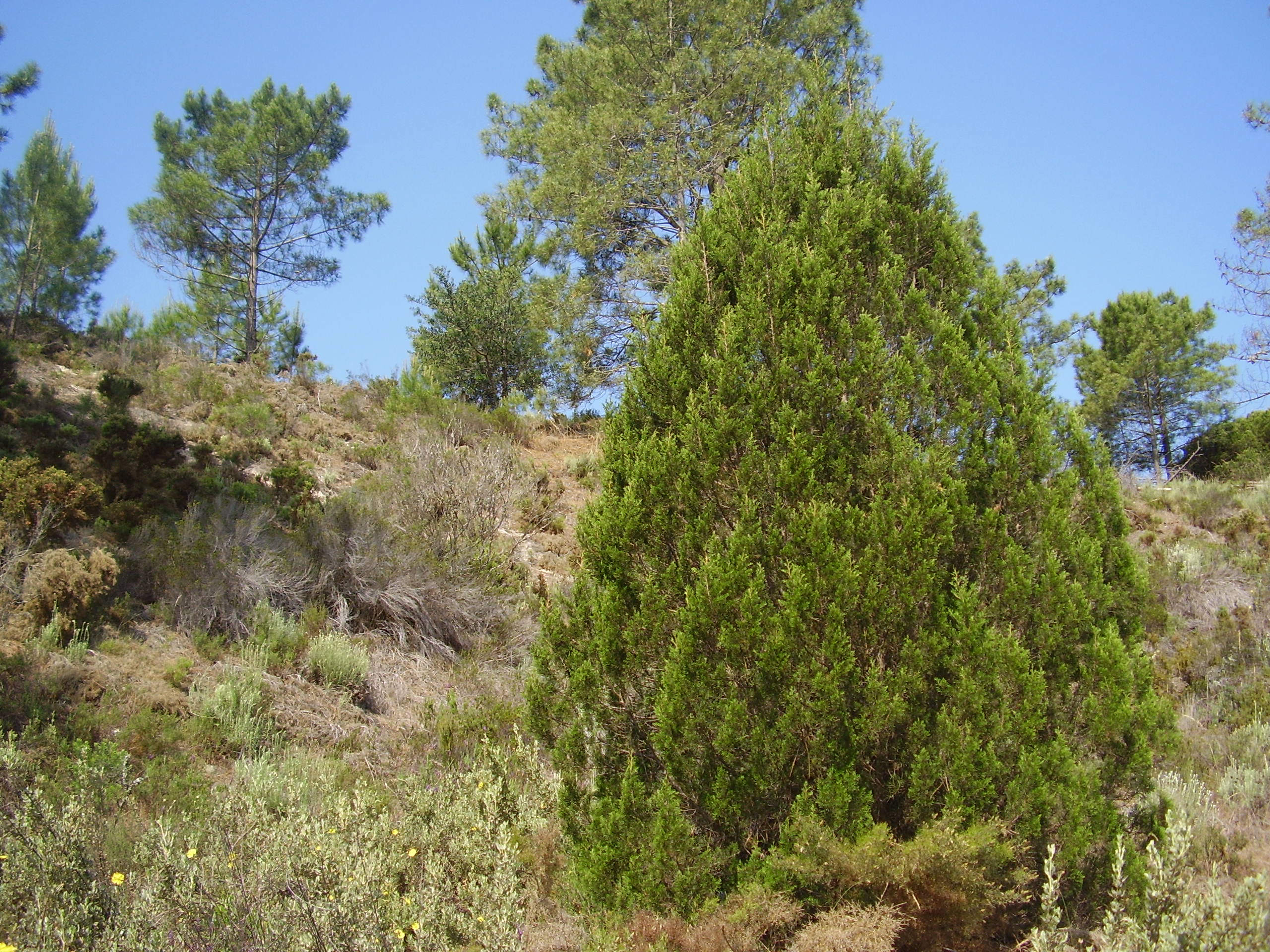
Strauchform

Der Phönizische Wacholder kommt je nach Standortsverhältnissen als immergrüner Strauch oder Baum vor. Er wird bis zu 1.000 Jahre alt. Die breite und buschige Strauchform erreicht Wuchshöhen zwischen 3 und 5 Metern. Die seltenere Baumform erreicht Wuchshöhen bis zu 8 Meter und bildet eine dichte Krone. Die Äste, die die Krone bilden, können bereits sehr tief ansetzen. Der gerade und kräftige Stamm kann Durchmesser von bis zu 2 Meter erreichen. Die längsrissige Borke ist graubraun bis rötlich-braun gefärbt und löst sich in Schuppen oder schmalen Streifen vom Stamm. Aufgrund von Harztaschen in der inneren Rinde verströmt der Stamm einen aromatischen Geruch. Das flache Wurzelsystem ist in der Lage, den Baum selbst auf felsigen Standorten fest zu verankern. Die Art geht Mykorrhiza-Partnerschaften mit verschiedenen Pilzarten ein.

### Belaubung

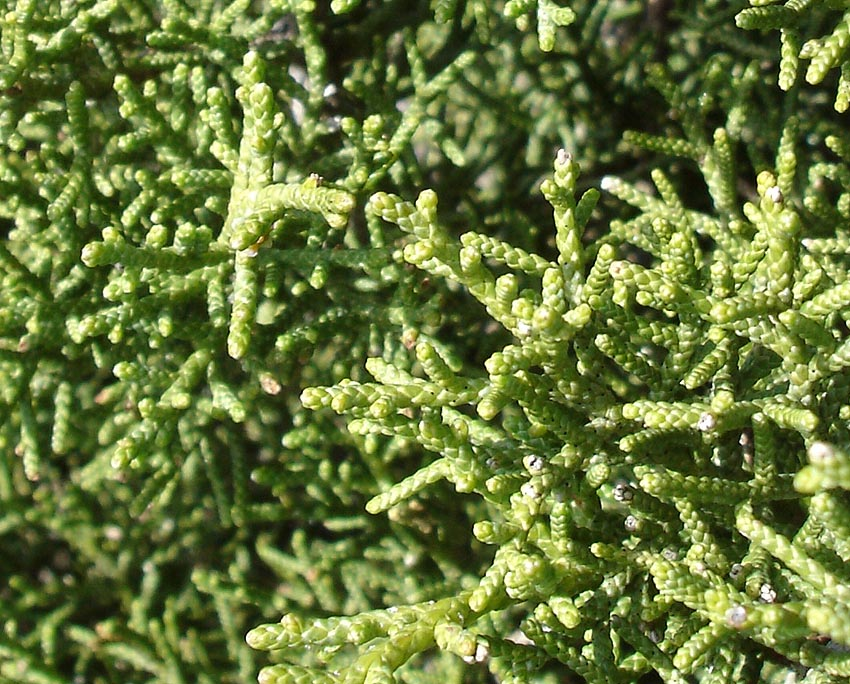
Zweige mit Schuppenblättern

Jungbäume besitzen blaugrüne nadelförmige Blätter. Diese Blätter werden 5 bis 14 Millimeter lang und 0,5 bis 1 Millimeter breit. An der Blattoberseite befinden sich zwei Spaltöffnungsreihen und eine helle Mittelrippe. Die dunkelgrünen Schuppenblätter der Altbäume sind 1 bis 1,5 Millimeter lang und gegenständig angeordnet. Diese eiförmig bis rhombisch geformten Blätter liegen den Zweigen eng an und sind im Querschnitt viereckig.

### Blüten, Zapfen und Samen

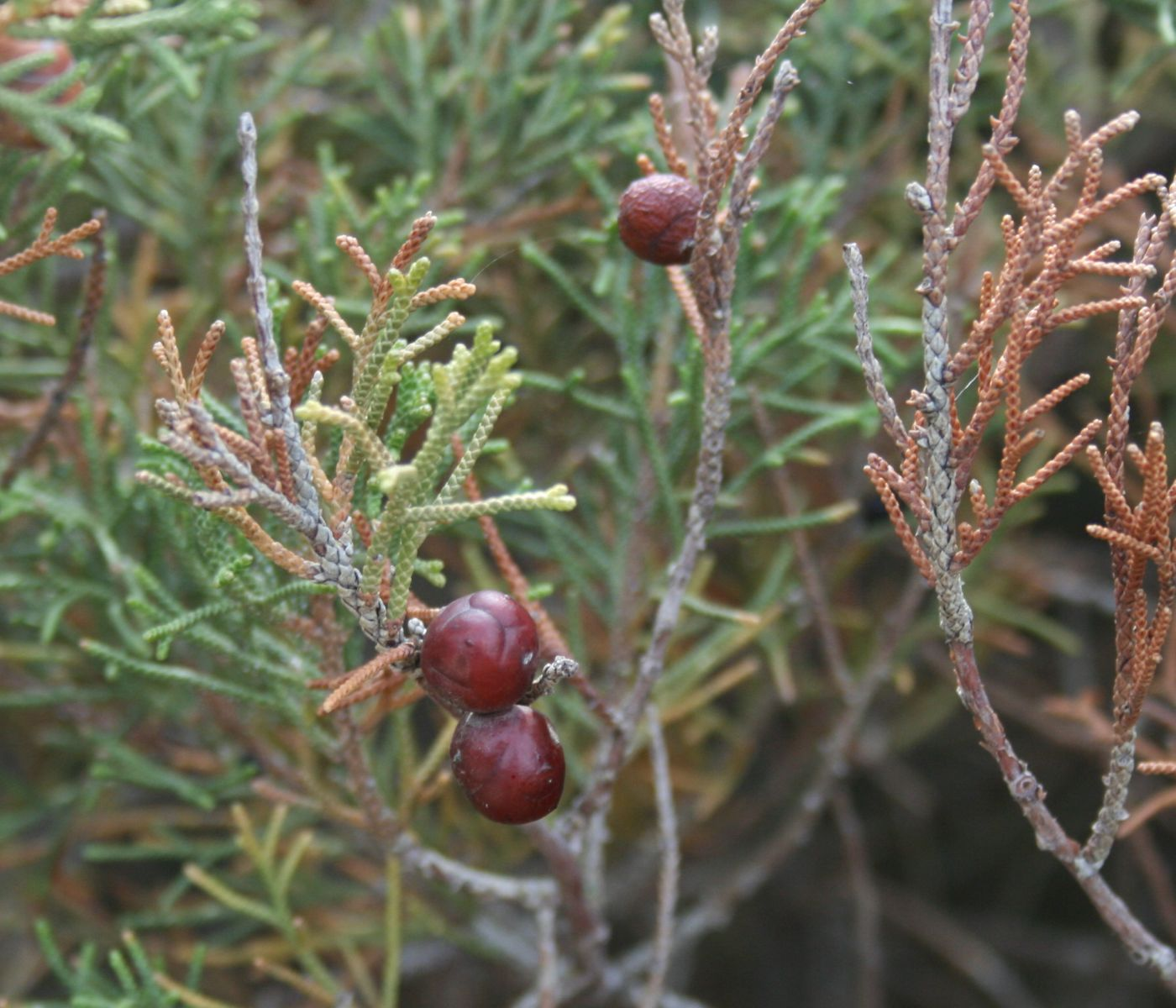
Zweige mit reifen Beerenzapfen

Es treten sowohl einhäusige (monözisch) als auch zweihäusige (diözisch) getrenntgeschlechtige Populationen auf. Die Blütezeit fällt ins zeitige Frühjahr. Die fast kugelrunden männlichen Blüten stehen endständig an Zweigen. Die weiblichen Blütenzapfen können endständig oder axial angeordnet stehen. Sie besitzen mehr als sechs verwachsene Samenschuppen, von denen jede zwei Samenanlagen trägt. Die fast runden Beerenzapfen reifen im Sommer des 2. Jahres. Sie werden zwischen 7 und 11 Millimeter groß und sind zur Reife glänzend rot oder rotbraun gefärbt. Sie weisen keinerlei Bereifung auf. Jeder Beerenzapfen enthält vier bis neun ovale, etwas eckige Samen. Die Samen sind nicht giftig, sie werden in der Medizin als Heilmittel verwendet.
Die Samenschale ist sehr hart. Samen des Phönizischen Wacholders keimen erst nach mindestens 2 Jahren.

### Chromosomenzahl
Die Chromosomenzahl beträgt 2n = 22.

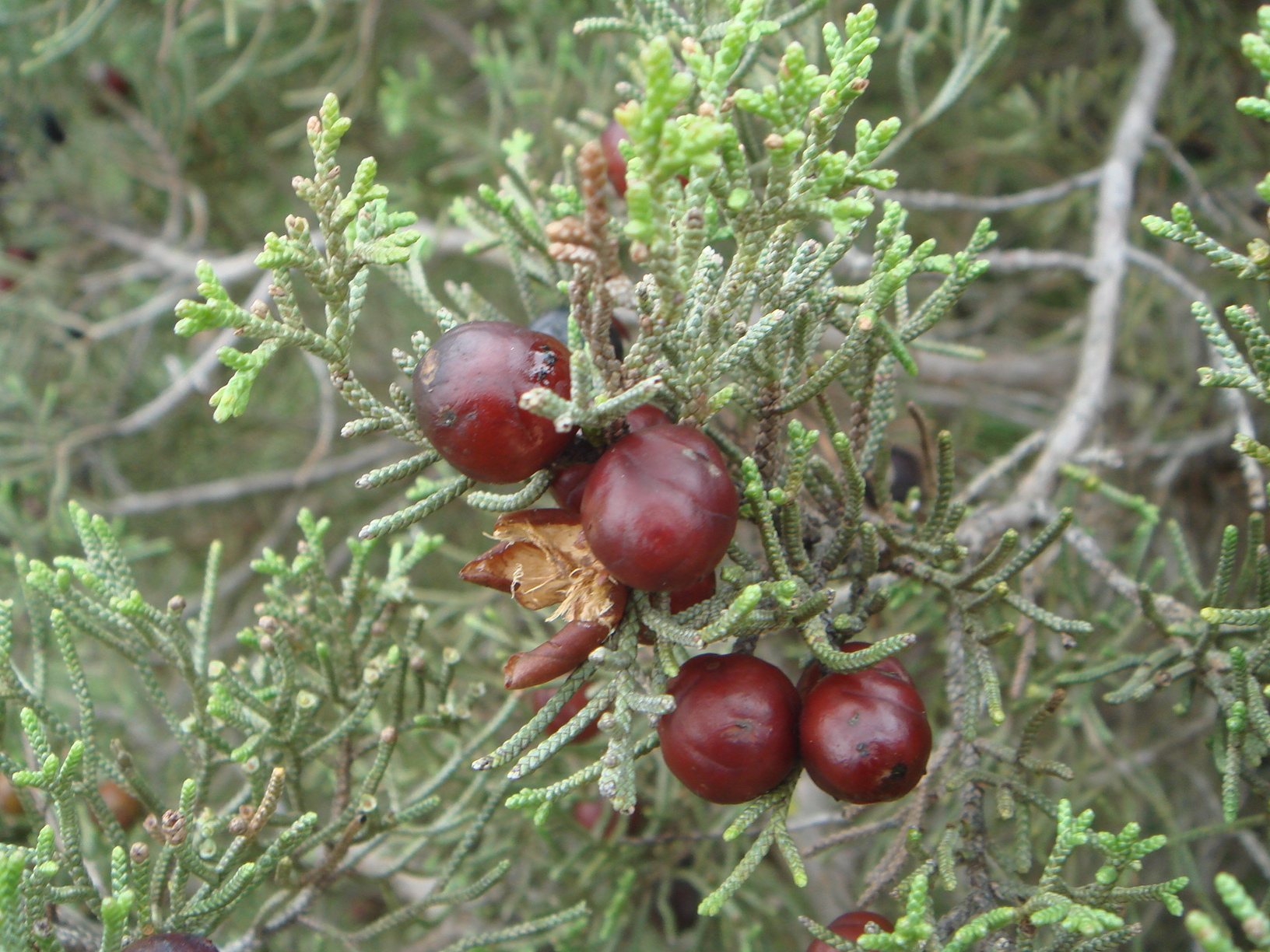
Juniperus phoenicea var. turbinata

## Systematik

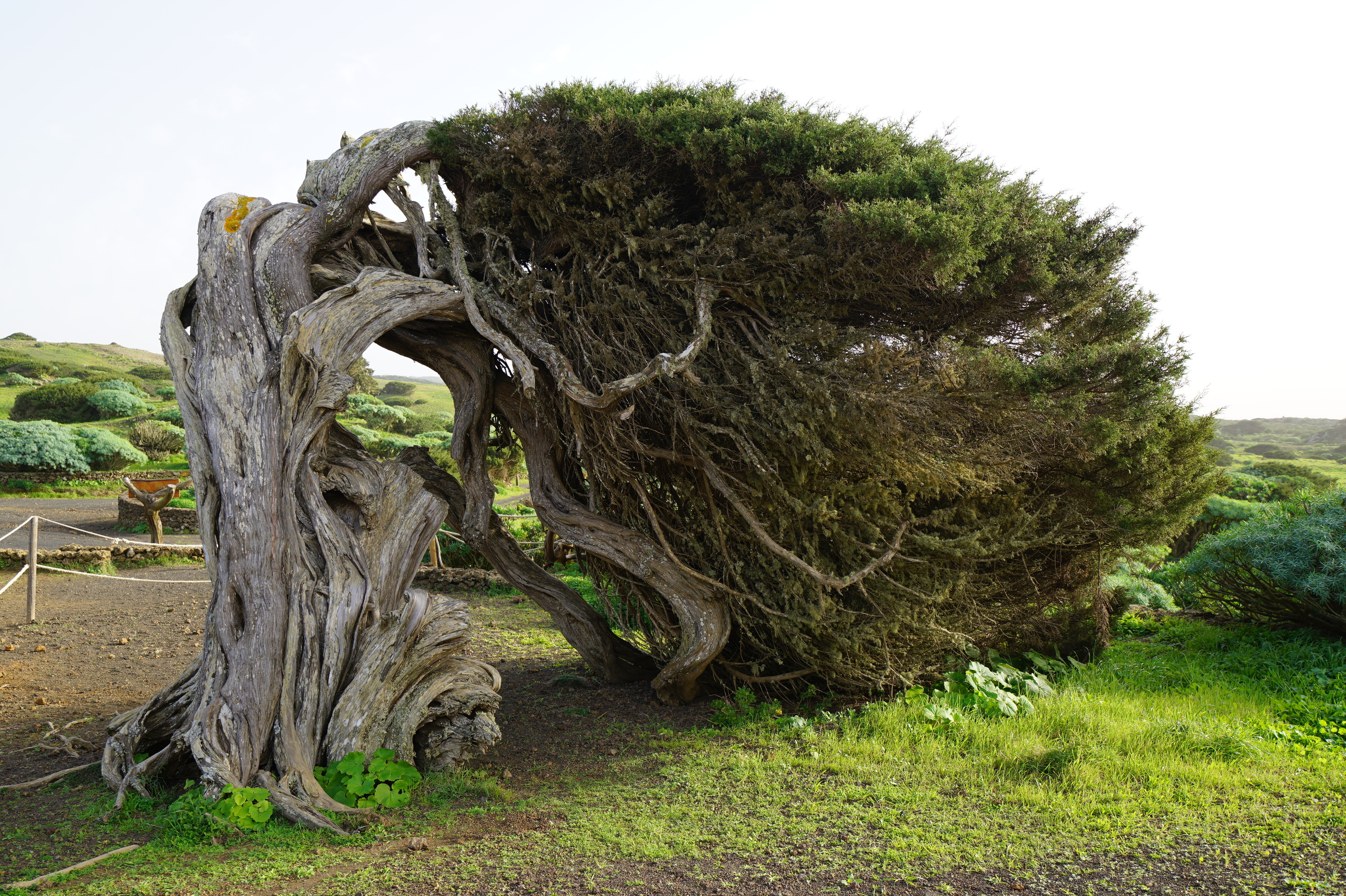
Phönizischer Wacholder (Juniperus phoenicea var. turbinata) auf El Hierro

Der Phönizische Wacholder wird als die einzige monözische Wacholder-Art Europas angesehen. Wegen der ausgeprägten innerartlichen Differenzierung wurde er früher in einige Unterarten und Varietäten unterteilt. Aktuelle wissenschaftliche Studien ändern und reduzieren die Unterteilung allerdings auf 2 Varietäten (bzw. Arten):
- Juniperus phoenicea var. phoenicea: Die Spitzen der Zweige sind kaum geschwänzt. Die Beerenzapfen haben einen Durchmesser von 8 bis 10 Millimeter. Sie kommt nur im südlichen und östlichen Spanien, im südwestlichen und südlichen Portugal und im südlichen Frankreich vor.[4] Sie wird nach WCSP auch als eigenständige Art angesehen.[4]
- Juniperus phoenicea var. turbinata (Guss.) Parl. (Syn.: Juniperus turbinata Guss., Juniperus phoenicea subsp. turbinata (Guss.) Nyman): Sie hat Zweige, deren Spitzen deutlich geschwänzt sind. Die Beerenzapfen erreichen Durchmesser von 12 bis 14 Millimeter. Die Verbreitung[5] dieser Varietät erstreckt sich von den atlantischen Inseln Madeira und den Kanarischen Inseln über Portugal, das südliche Spanien mit den Balearen, die Mittelmeer-Küsten Frankreichs mit der Insel Korsika, über Italien mit den Inseln Sardinien und Sizilien und Griechenland. In Nordafrika kann man die Varietät in Marokko und Tunesien antreffen. Sie ist nach WCSP als eigenständige Art anzusehen.[4]

## Verbreitung und Standort
Der Phönizische Wacholder ist eine circum-mediterrane Baumart. Sein Verbreitungsgebiet erstreckt sich in Europa von Portugal im Westen bis nach Zypern, Kreta, der Türkei, weiters auf Israel im Nahen Osten und auf Saudi-Arabien. In Nordafrika findet man die Art von Marokko, Algerien, Tunesien bis an den Rand der Sahara und in Ägypten. Die Westgrenze des Verbreitungsgebietes läuft über Madeira und die Kanarischen Inseln. Die Art kommt in ganz Spanien bis auf den Nordwesten vor. In Portugal wird nur die Atlantikküste besiedelt. Man findet sie auch im kontinentalen Südosten Frankreichs. Auf Korsika, Sardinien, Sizilien und der Apennin-Halbinsel trifft man sie in den Gebirgen an. Auf der Balkanhalbinsel kommt die Art nur auf einem schmalen Streifen, der sich von Dalmatien, Kroatien, dem früheren Jugoslawien, Albanien über den Peloponnes bis zu den Ägäischen Inseln und Kreta erstreckt, vor. In Nordafrika wurden die Bestände durch Übernutzung großteils vernichtet.
Der Phönizische Wacholder ist hitze- und kältetolerant und stellt an den Boden nur geringe Ansprüche. Er kommt in Höhenlagen von bis zu 2.200 Metern vor und ist eine lichtbedürftige Pionierbaumart des kontinentalen Klimas. Es werden sowohl sandige wie auch tonige, silikat- und kalkreiche Böden besiedelt. Die Standorte weisen Jahresniederschläge von mindestens 200 mm auf.

## Krankheiten und Schädlinge
Der Phönizische Wacholder wird weder von tierischen noch von pflanzlichen Schädlingen ernsthaft gefährdet. Es sind keine Schädlinge bekannt, die sich nur auf diese Art spezialisiert haben. An den Zweigspitzen können sich Pflanzengallen bilden, die durch eine Art der Gattung Oligotrophus hervorgerufen werden. Durch das Bakterium Pseudomonas syringae entwickeln sich krebsartige Zweiganschwellungen.
Der Phönizische Wacholder ist leicht entflammbar und deshalb stark durch Feuer gefährdet.

## Nutzung
Das braun-gelbe Kernholz wird von einem relativ breiten, weißen bis hellbraunen Splint umgeben. Das Holz ist sehr hart, dicht und dauerhaft. Die Rohdichte bei einer Holzfeuchte von 12 % liegt bei rund 0,68 g/cm³.
Das feinfaserige Holz eignet sich gut zum Drechseln. Früher wurde es als Bau-, Tischler- und Zimmermannsholz verwendet. Dies ist heute nicht mehr möglich, da nicht mehr genügend Stämme der benötigten Dimensionen vorhanden sind. Gerade Stämme werden zu Furnieren für Sperrholz verarbeitet. In Afrika dient das Holz als Brennmaterial und zur Herstellung von Holzkohle.
Einige der Varietäten haben eine gärtnerische Bedeutung. Man kann aus den Blättern und den Beerenzapfen ein ätherisches Öl gewinnen. Der antike griechische Arzt Pedanios Dioscurides erwähnt in seinem Werk Materia medica die Nutzung der ätherischen Öle von Juniperus phoenicea und Juniperus sabina, dem Sadebaum, in der Volksmedizin als Abortivum. Die moderne Forschung hat im Fall des Sadebaums die Giftigkeit nachgewiesen.

## Gefährdung und Schutzmaßnahmen
Der Phönizische Wacholder wird von der Weltnaturschutzunion IUCN zwar in der Roten Liste gefährdeter Arten geführt, jedoch als nicht gefährdet („Least Concern“) bezeichnet, da er relativ weit verbreitet ist im westlichen Mittelmeerraum.
Mit der Fauna-Flora-Habitat-Richtlinie Nr. 92/43/EWG in der aktualisierten Fassung vom 1. Januar 2007 der Europäischen Union (FFH-RL), Anhang 1, werden Schutzgebietausweisungen für folgende Lebensraumtypen, denen auch der Phönizische Wacholder angehört, gefordert:
- Mediterrane Küstendünen mit Wacholderarten Juniperus spp. – die Inschutzstellung dieser Lebensräume wird als prioritär durchzuführen gefordert
- Baumförmige Hartlaubgebüsche (Matorrals) mit Wacholderarten Juniperus spp.
- Endemische Wälder mit Wacholderarten Juniperus spp. – die Inschutzstellung dieser Lebensräume wird als prioritäre Angelegenheit angesehen